# Боццакки, Джузеппина
Джузеппина Боццакки (Бодзакки) (итал. Giuseppina Bozzacchi; 23 ноября 1853, Милан — 23 ноября 1870, Париж) — итальянская танцовщица балета, первая исполнительница партии Сванильды в «Коппелии» Делиба. Её карьера была одной из самых коротких в истории.

## Биография
Джузеппина Боццакки родилась 23 ноября 1853 года в Милане. Она училась вначале в Милане у известной итальянской балерины Амины Боскетти, а затем в Париже у преподавательницы, известной как мадам Доминик. Там её заметил хореограф и балетмейстер Артюр Сен-Леон и пригласил на роль Сванильды в готовящейся премьере «Коппелии». Партию Франца он отдал актрисе-травести, Эжени Фиокр. Премьера состоялась в Парижской опере 25 мая 1870 года. Выступление девочки-подростка было благосклонно принято публикой; критики также высоко отзывались о её танцевальном мастерстве, отмечая точность и изящество её движений.
Джузеппина исполнила партию Сванильды ещё восемнадцать раз (по другим источникам — восемь), однако её слава оказалась недолгой. Из-за начала Франко-прусской войны Парижскую оперу закрыли. Через несколько месяцев Джузеппина заболела оспой и умерла 23 ноября 1870 года, в день, когда ей исполнилось семнадцать лет. Она была похоронена в Париже, на кладбище Монмартр. Незадолго до её смерти, 2 сентября того же года, от сердечного приступа умер Артюр Сен-Леон.